# Gallowayella
Gallowayella S.Y. Kondr., Fedorenko, S. Stenroos, Kärnefelt, Elix & A. Thell – rodzaj  grzybów z rodziny złotorostowatych (Teloschistaceae). Ze względu na współżycie z glonami zaliczany jest do porostów.

## Systematyka i nazewnictwo
Pozycja w klasyfikacji według Index Fungorum: Gallowayella, Teloschistaceae, Teloschistales, Lecanoromycetidae, Lecanoromycetes, Pezizomycotina, Ascomycota, Fungi.
Jest to niedawno utworzony nowy takson. Powstał przez wydzielenie niektórych gatunków m.in. z rodzaju Xanthoria (złotorost). Autorami taksonu są: Sergey Yakovlevich Kondratjuk, Soili Kristina Stenroos, Natalya M. Fedorenko, Ingvar Kärnefelt, John Alan Elix i Arne Thell.

## Gatunki
- Gallowayella aphrodites (Kalb, Poelt & S.Y. Kondr.) S.Y. Kondr., Fedorenko, S. Stenroos, Kärnefelt, Elix, Hur & A. Thell 2012
- Gallowayella borealis (R. Sant. & Poelt) S.Y. Kondr., Fedorenko, S. Stenroos, Kärnefelt, Elix, J.S. Hur & A. Thell 201
- Gallowayella concinna (J.W. Thomson & T.H. Nash) S.Y. Kondr., N.M. Fedorenko, S. Stenroos, Kärnefelt, Elix, J.S. Hur & A. Thell 2012
- Gallowayella coppinsii (S.Y. Kondr. & Kärnefelt) S.Y. Kondr., Fedorenko, S. Stenroos, Kärnefelt, Elix & A. Thell 2012
- Gallowayella fulva (Hoffm.) S.Y. Kondr., Fedorenko, S. Stenroos, Kärnefelt, Elix, J.S. Hur & A. Thell 2012 – złotorost drobny
- Gallowayella galericulata (L. Lindblom) S.Y. Kondr., Fedorenko, S. Stenroos, Kärnefelt, Elix, J.S. Hur & A. Thell 2012
- Gallowayella gallowayi (S.Y. Kondr. & Kärnefelt) S.Y. Kondr., Fedorenko, S. Stenroos, Kärnefelt, Elix, J.S. Hur & A. Thell 2012
- Gallowayella hasseana (Räsänen) S.Y. Kondr., Fedorenko, S. Stenroos, Kärnefelt, Elix, J.S. Hur & A. Thell 2012
- Gallowayella hermonii (S.Y. Kondr.) S.Y. Kondr., Fedorenko, S. Stenroos, Kärnefelt, Elix, J.S. Hur & A. Thell 2012
- Gallowayella montana (L. Lindblom) S.Y. Kondr., Fedorenko, S. Stenroos, Kärnefelt, Elix, J.S. Hur & A. Thell 2012
- Gallowayella oregona (Gyeln.) S.Y. Kondr., Fedorenko, S. Stenroos, Kärnefelt, Elix, J.S. Hur & A. Thell 2012[3]
- Gallowayella poeltii (S.Y. Kondr. & Kärnefelt) S.Y. Kondr., Fedorenko, S. Stenroos, Kärnefelt, Elix, Hur & A. Thell 2012
- Gallowayella sogdiana (S.Y. Kondr. & Kärnefelt) S.Y. Kondr., Fedorenko, S. Stenroos, Kärnefelt, Elix, J.S. Hur & A. Thell 2012
- Gallowayella tibellii (S.Y. Kondr. & Kärnefelt) S.Y. Kondr., Fedorenko, S. Stenroos, Kärnefelt, Elix, J.S. Hur & A. Thell 2012
- Gallowayella weberi (S.Y. Kondr. & Kärnefelt) S.Y. Kondr., Fedorenko, S. Stenroos, Kärnefelt, Elix, J.S. Hur & A. Thell 201
- Gallowayella wetmorei (S.Y. Kondr. & Kärnefelt) S.Y. Kondr., Fedorenko, S. Stenroos, Kärnefelt, Elix, J.S. Hur & A. Thell 2012

Nazwy naukowe na podstawie Index Fungorum. Nazwy polskie według W. Faltynowicza.